# Rob Tyner
Rob Tyner, cuyo nombre verdadero era Robert Derminer (Detroit, 12 de diciembre de 1944 - ibídem, 17 de septiembre de 1991) fue un  cantante y músico estadounidense mayormente conocido por haber sido líder  de la banda de proto punk MC5.

## Biografía
Tyner fue el vocalista de los MC5 desde 1964 hasta su disolución en 1972. En esos pocos años grabó los tres discos más famosos de la banda: Kick Out the Jams (1969); Back in the USA (1970) y High Time (1971). Luego de la separación del grupo se dedicó a producir a artistas como Eddie & The Hot Rods con los que grabó el simple Till the Night Is Gone/Flipside Rock en 1977 pero no tuvo el éxito comercial y artístico deseado. En 1990 publicó su primer y único álbum titulado Blood Brother. A la edad de 46 años, el día 17 de septiembre de 1991,  mientras conducía su automóvil por las proximidades de su casa, sufrió un infarto fatal.